# Marie Laušmannová
Marie Laušmannová (nebo také Lauschmannová či Laušmanová) (7. února 1855, Jilemnice - 25. října 1933, Praha) byla česká operní zpěvačka a pedagožka.

## Životopis
Narodila se 7. února 1855 v Jilemnici, v rodině krupaře Jana Laušmanna (1818–1881) a jeho manželky Aloisie, rozené Višňákové (1818–??), v hostinci U Bílé růže.. Její otec, znamenitý hudebník, brzy rozeznal její vlohy a přesídlil a manželkou a devíti dětmi (z nichž Marie byla nejmladší) do Prahy s cílem poskytnout Marii co nejlepší vzdělání.
Roku 1873 začala studovat u Jana Lukese v pěvecké škole, kterou zřídil Bedřich Smetana u Prozatímního divadla. V tomto divadle účinkovala již 1. července 1874 jako žákyně druhého ročníku operní školy ve školním představení. Po zrušení této pěvecké školy roku 1874 pokračovala u Lukese soukromě. Pěveckou dráhu začala roku 1875 v německém divadle v Teplicích a v červnu 1876 získala angažmá v Prozatímním divadle. Poté v roce 1881 spolu s celým souborem přešla do Národního divadla. Stala se sólistkou opery Národního divadla. Zpívala Mařenku v Prodané nevěstě, Barče v Hubičce a mnoha dalších operách repertoáru Národního divadla. Roku 1884 se spolu se svou sestrou přestěhovala do Prahy-Lysolají do domu čp. 23, ve kterém žila do roku 1922.
Roku 1886 se u ní projevila hlasová choroba, kvůli čemuž odjela na delší dovolenou do Milána a poté do Vídně k J. Ressovi studovat zpěv. Kvůli dlouhodobosti a neléčitelnosti choroby odešla z Národního divadla k 1. září 1887. V Praze si otevřela pěveckou školu. V roce 1890 vystoupila na zkoušku v německém divadle v Brně, angažmá však nezískala. V roce 1909 ještě vystoupila v roli Rosalindy ve Straussově opeře Netopýr a roku 1913 v epizodní úloze Anděla v Humperdinckově Perníkové chaloupce v Městském divadle na Královských Vinohradech.
Marie Laušmannová i nadále zůstala členkou Klubu sólistů Národního divadla a žila na odpočinku. Zemřela v Praze 2, v ulici Na Moráni v roce 1935 ve věku 78 let.

## Účinkování

### Prozatímní divadlo
- 1876: Barče (Smetana: Hubička, prem.), Papagena (Mozart: Kouzelná flétna);
- 1877: Páže (Meyerbeer: Hugenoti), Esmeralda (Smetana: Prodaná nevěsta), Siebel (Gounod: Faust a Markéta, též 1884);
- 1878: Bětuška (Dvořák: Šelma sedlák, prem.), Lidunka (Smetana: Dvě vdovy), Leonora (Flotow: Alessandro Stradella), Zerlina (Mozart: Don Juan), Cherubín (Mozart: Figarova svatba), Vévoda (Lecocq: Malý vévoda), Pulcinella (Suppé: Princ Methusalem), Galathea (Suppé: Krásná Galathea);
- 1879: Marie (Lortzing: Car a tesař), Fatinica (Suppé: Fatinica), Mařenka (Smetana: Prodaná nevěsta, též 1883), Jitka (Smetana: Dalibor), Oskar (Verdi: Maškarní ples), Adalgisa (Bellini: Norma), Amor (Gluck: Orfeus a Eurydika), Gorislava (Glinka: Ruslan a Ludmila), Baruška (Šebor: Zmařená svatba, prem.);
- 1880: Angioletta (Abert: Astorga), Kadet René (Suppé: Dona Juanita), Marcellina (Beethoven: Fidelio), Hraběnka Dubarry (Millöcker: Hraběnka Dubarry);

### Národní divadlo
- 1881: Rosina (Rossini: Lazebník sevillský), Philina (Thomas: Mignon);
- 1882: Isabella (Meyerbeer: Robert ďábel), Družka Armidy (Gluck: Armida), Elsa (Strauss: Karneval v Římě), Blonda (Mozart: Únos ze serailu);
- 1883: Titanie Fanfani (Suppé: Cesta do Afriky), Princezna (Bendl: Indická princezna);
- 1884: Micaëla (Bizet: Carmen), Graziella (Bendl: Karel Škréta, prem.), Dona Elvíra (Mozart: Don Juan), Lakmé (Delibes: Lakmé);
- 1885: Madeleine (Adam: Postilion z Lonjumeau), Popelka (Rozkošný: Popelka, prem.), Růžena (Šebor: Husitská nevěsta), Helena (Boito: Mefistofeles).

### Městské divadlo na Královských Vinohradech
- 1909: Rosalinda (Strauss: Netopýr)
- 1913: Anděl (Humperdinck: Perníková chaloupka)